# Marianne Valandré
Marianne Valandré est le pseudonyme de Claudie Langlois Chassaignon, auteur de contes pour enfants et traductrice de romans anglais et américains, née le 1er juillet 1937 à Paris et décédée le 12 janvier 2010 à Chevilly-Larue. Ce pseudonyme est constitué de son deuxième prénom auquel est joint la contraction des prénoms de ses deux parents.

## Biographie
Fille d'André Chassaignon et de Valentine Chassaignon de Cazes, Claudie Chassaignon est née le 1er juillet 1937 à Paris dans le 15e arrondissement. Elle se marie le 18 juin 1960 avec Francis Langlois dont elle conservera le nom après son divorce en 1974.
Institutrice à Tizi Ouzou en Algérie et professeur d'anglais de 1960 à 1962, elle commence sa carrière en traduisant quatre romans d'espionnage aux éditions Fleuve noir. Il s'agit de Bel Amant d'Anthony Robinson en 1965, Le Troyen et L'Espionne des Pharaons de Noël B Gerson respectivement publiés en 1965 et 1968 et enfin la Capitale de l'Or d'Éric Lambert publié en 1966. En 1978, elle signe la traduction française du livre Météore aux éditions Belfond qui accompagne la sortie du film du même nom avec l'acteur Sean Connery, puis en 1979 L'Affaire Frankenheim de Laszlo Deutsch. Elle traduit également La brulure de la Passion de Barbara Cartland aux Editions J'ai Lu, en 1986.
De 1991 à 2001, Claudie Langlois Chassaignon traduira aux éditions Bernard Grasset les romans de l'auteur américain Clive Cussler, Dragon en 1991, Sahara en 1992 (dont sera tiré en 2005 le film Sahara avec Matthew McConaughey, Steve Zahn, Penélope Cruz), Chasseurs d'épaves en 1996 (livre coécrit par Clive Cussler et K. Dargo).
En 1997, elle traduit pour les éditions Albin Michel le livre Nimitz de Patrick Robinson. L'année suivante, du même auteur, elle signe la traduction française de son livre Le Sous-marin de la dernière chance.
Cette même année 1998, elle intervient à nouveau pour les éditions Bernard Grasset et retrouve son auteur fétiche Clive Cussler. Elle traduira respectivement Onde de choc cette année-là, puis en 2000, Serpent et Atlantide - sa dernière traduction en 2001.
Durant ces années, elle publiera aussi aux éditions Grasset Jeunesse, son premier conte pour enfants Le jour où le soleil a oublié de se lever en 1979, illustré par Carme Solé Vendrell (réédité en 1988 chez Hachette Jeunesse) puis, en 1983 L'Arbre de Jérôme, également édité chez Grasset Jeunesse et illustré par Renate Magnier.
Elle est décédée le 12 janvier 2010 à Chevilly-Larue et est enterrée au cimetière parisien de Saint-Ouen dans le caveau familial.